# Adrianus Djajasopoetra
Adrianus Djajasepoetra, né le 12 mars 1894 à Yogyakarta dans le territoire spécial de Yogyakarta et mort le 10 juillet 1979 à Semarang dans la province de Java central, est un prêtre jésuite indonésien. Vicaire apostolique de Jakarta en 1953, il en devient le premier archevêque lorsque le vicariat devient archidiocèse de Jakarta en 1961.   

## Prêtrise
Adrianus Djajasepoetra a effectué ses études de théologie à Maastricht, aux Pays-Bas, il fait partie des premiers prêtres indonésiens à effectuer des études en Europe.
Après son ordination sacerdotale comme prêtre jésuite le 15 août 1928, il sert essentiellement dans sa ville de naissance. Il est emprisonné pendant 2 ans par les japonais lorsque ceux-ci occupent les Indes néerlandaises (1943-1945).

### Évêque
Le 18 février 1953, le Pape Pie XII le nomme vicaire apostolique de Jakarta (avec le siège titulaire de Trisipa). Il reçoit la consécration épiscopale le 23 avril suivant des mains de Georges de Jonghe d’Ardoye, internonce en Indonésie. Le 3 janvier 1961, les juridictions catholiques en Indonésie sont réorganisées et le vicariat apostolique de Jakarta est élevé au rang d'archidiocèse métropolitain. Adrianus Djajasepoetra en devient le premier archevêque.  Il participe aux quatre sessions du concile Vatican II
Adrianus Djajasepoetra donne sa démission le 21 mai 1970 et devient évêque titulaire de Volsinium (de).